# 칼리 머스클
칼리 머슬(Kali Muscle, 영어 발음: /ˈmʌsl/, 1975년 2월 18일 ~ )은 미국의 배우이다.

## 영화
- 더 마티니 샷 (2014년)
- 화이트 T (2013년)
- The Dog Who Saved the Holidays (2012)
- 애플바움 (2012년)